# Vosrode dwergbuidelrat
De vosrode dwergbuidelrat (Marmosa lepida) is een zoogdier uit de familie van de Didelphidae. De wetenschappelijke naam van de soort werd voor het eerst geldig gepubliceerd door Thomas in 1888.
Zijn verspreidingsgebied is het Amazonegebied van Brazilië, de Guyana's, het zuiden van Venezuela, het oosten van Colombia, Ecuador, Peru en Bolivia. Het is een dier van het laagland-regenwoud en komt tot op een hoogte van 600 meter voor. Het dier is niet erg groot. De lengte beloopt 8,8 tot 12,0 cm en het gewicht 18 tot 42 gram.
Het diertje heeft een grijpstaart en de vacht op de rug is roodachtig terwijl de buik wit is. Hij heeft een masker van donkere vacht rond zijn ogen. Er is niet zo veel bekend over hoe het dier leeft.